# Backhoppning vid olympiska vinterspelen 1960
Resultat från backhoppning vid olympiska vinterspelen 1960 i Squaw Valley, Kalifornien, USA.

## Medaljörer
| Gren         | Guld                                    | Silver                | Brons                    |
| Stora backen | Helmut Recknagel Tysklands förenade lag | Niilo Halonen Finland | Otto Leodolter Österrike |

## Herrar

### 80 meter
Tävlingen hölls vid "Papoose Peak Jumps" med en K-punkt på 80 meter. 
28 februari 1960
| pl. | Namn                      | Poäng |
| --- | ------------------------- | ----- |
| 1   | Helmut Recknagel (EUA)    | 227,2 |
| 2   | Niilo Halonen (FIN)       | 222,6 |
| 3   | Otto Leodolter (AUT)      | 219,4 |
| 4   | Nikolaj Kamenskij (URS)   | 216,9 |
| 5   | Torbjørn Yggeseth (NOR)   | 216,1 |
| 6   | Max Bolkart (EUA)         | 212,6 |
| 7   | Arnsten Samuelstuen (USA) | 211,5 |
| 8   | Juhani Kärkinen (FIN)     | 211,4 |
| 9   | Koba Zakadse (URS)        | 211,1 |
| 10  | Nikolaj Sjamov (URS)      | 210,6 |

Detta var första gången som Däschertekniken användes i backhoppningen.